# Evangelische Stadtkirche Lörrach

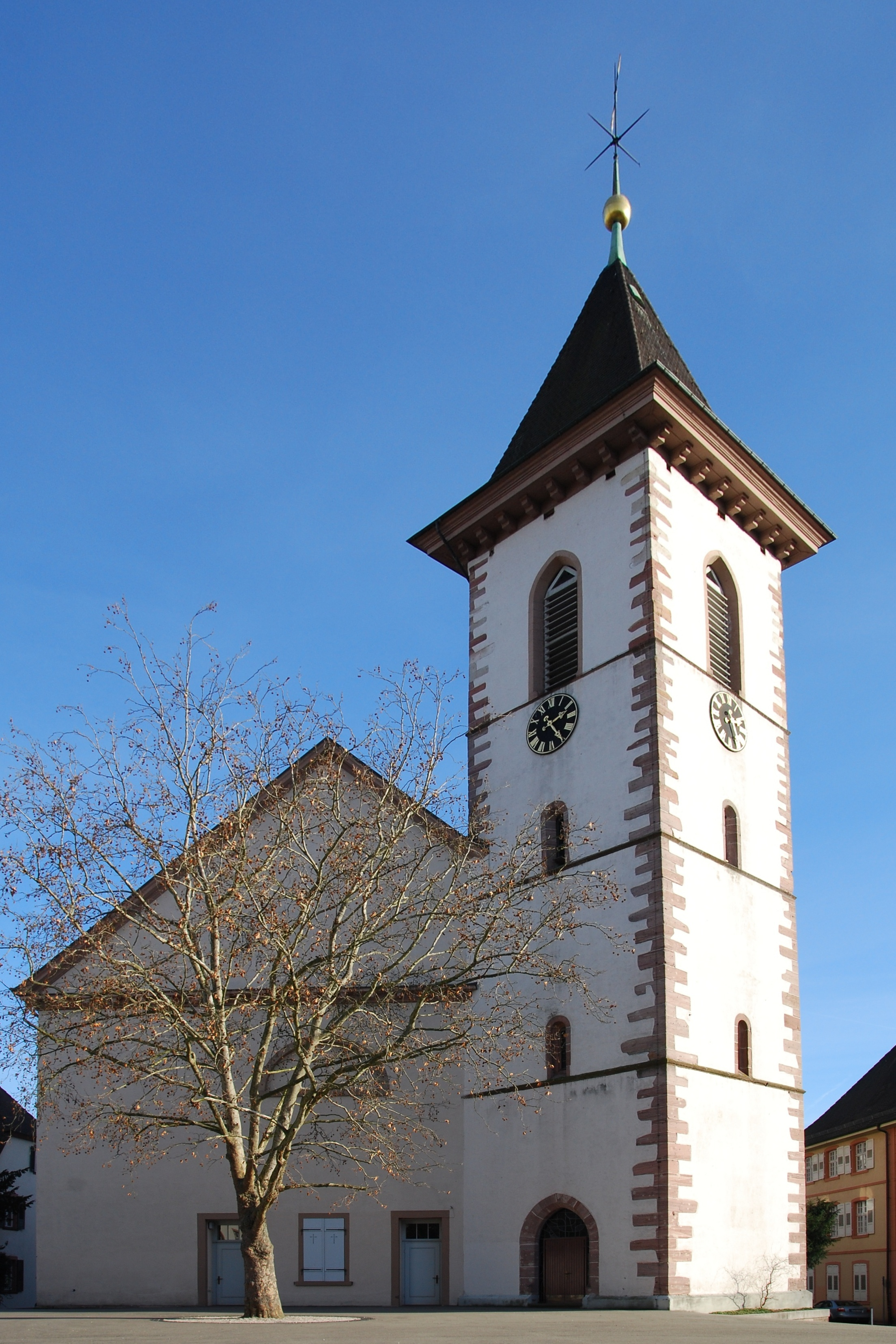
Westseite der Stadtkirche

Die Evangelische Stadtkirche der Innenstadt Lörrach wurde zwischen 1814 und 1817 von Wilhelm Frommel (1759–1837) im sogenannten Weinbrenner-Stil erbaut. In der Stadtkirche finden Gottesdienste der Matthäusgemeinde statt.

## Geschichte
Der älteste Teil der Stadtkirche ist der 42,5 Meter hohe Turm, der aus dem Jahr 1517 stammt, wie die eingemeißelte Inschrift auf der Südwestecke belegt: „do man zalt nach der geburt criste ihsus 1517“. Für das damalige Dorf Lörrach diente er sowohl als Glocken- wie als Wachturm. Da im Turminneren ältere Mauerwerke zu erkennen sind nimmt man an, dass der Turm auf den Fundamenten eines älteren ruht. Da sich der Turm neben der mittelalterlichen – heute nicht mehr erhaltenen – Lörracher Burg befindet, könnte er auch zur Verteidigung gedient haben. Ein Bericht von 1558 zeugt von einer reichen Ausstattung.
1736 wurde die Kanzel hinter dem Altar an der Ostwand angebracht. Bereits zu jener Zeit bot die Kirche zu wenig Platz, wie aus dem Visitationsprotokoll aus dem Jahre 1753 hervorgeht. Die mittelalterliche Kirche wurde mit Ausnahme des Turmes 1814 abgebrochen. Die heutige ev. Stadtkirche wurde nach dreijähriger Bauzeit 1817 fertiggestellt. Im typischen Weinbrenner-Stil wurde sie vom Landbaumeister Wilhelm Frommel erbaut, der bereits 1807 die Pläne für den Neubau vorlegte. Da die Architekturprinzipien mit der kargen Wirklichkeit in Einklang gebracht werden musste, stieß der Bau teilweise auf Ablehnung. So bezeichnete ihn der Stadtpfarrer Wilhelm Höchstetter 1882 als „unschönen Quadratbau“.
1963 wurde die Stadtkirche umfassend renoviert, die Turmhalle umgestaltet und ein neuer Altar und Taufschale eingesetzt. An der Umgestaltung haben sich unter anderem die Künstler Jürgen Brodwolf und Rudolf Scheurer beteiligt.

## Beschreibung

### Lage und Außenbau
Die Kirche befindet sich im südlichen Rand der Lörracher Innenstadt östlich des Burghofs Lörrach sowie westlich zur Stadtbibliothek und nördlich zum Dreiländermuseum benachbart im Südteil der Lörracher Innenstadt. Unweit der Stadtkirche befinden sich zwei Stationen des Lörracher Skulpturenwegs: die Plastiken Sonnengesichter und Evolution des Lörracher Künstlers Rudolf Scheurer sowie die Skulptur Existenzielle Not von Konrad Winzer.
Das Bauwerk besteht aus dem ursprünglichen Turm des Vorgängerbaus und dem Neubau des Kirchenschiffes. Beim Neubau wurde der Turm aufgestockt und erhielt anstelle des alten Satteldachs ein Pyramidendach mit ausladendem Gesims, welches zusammen mit einer goldenen Kugel den Helm bildet. Ungewöhnlich ist, dass der 42,5 Meter hohe Kirchturm im Westen im 45-Grad-Winkel zum Langhaus steht. Bei umfassenden Renovierungen 1963 wurde die Turmhalle neugestaltet; Altar und Taufschale wurden erneuert. Taufstein, Kruzifix und Leuchter stammen von Rudolf Scheurer, die Glasfenster von Jürgen Brodwolf. Die Vorgängerkirchen waren bis zur Reformation 1556 St. Petrus geweiht. Dieses Kirchenpatronat führt heute die moderne Kirche St. Peter in der Lörracher Nordstadt aus dem Jahr 1964.

### Ausstattung

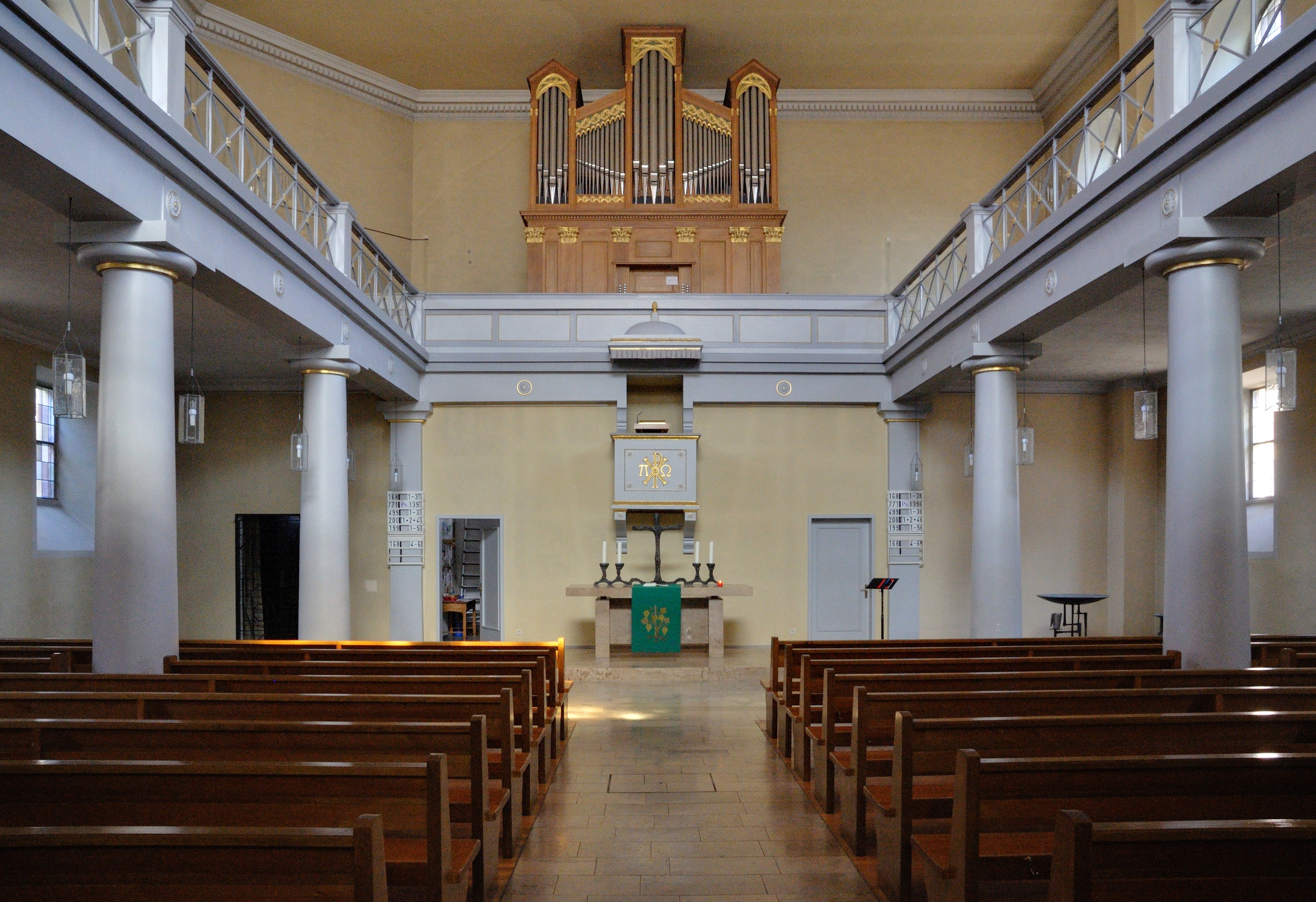
Innenraum, Blick auf Altar, Kanzel und Orgel

Die im Inneren helle und schlichte Saalkirche hat auf allen vier Seiten eine umlaufende, weiß gestrichene Empore. Direkt über dem Altar befindet sich die eckige Kanzel mit Schalldeckel. 
Im Turm befindet sich eine kleine Taufkapelle. Dort ist ein Gedenkstein für Gustav Magnus Baron von Wallbrunn eingelassen.

### Orgeln

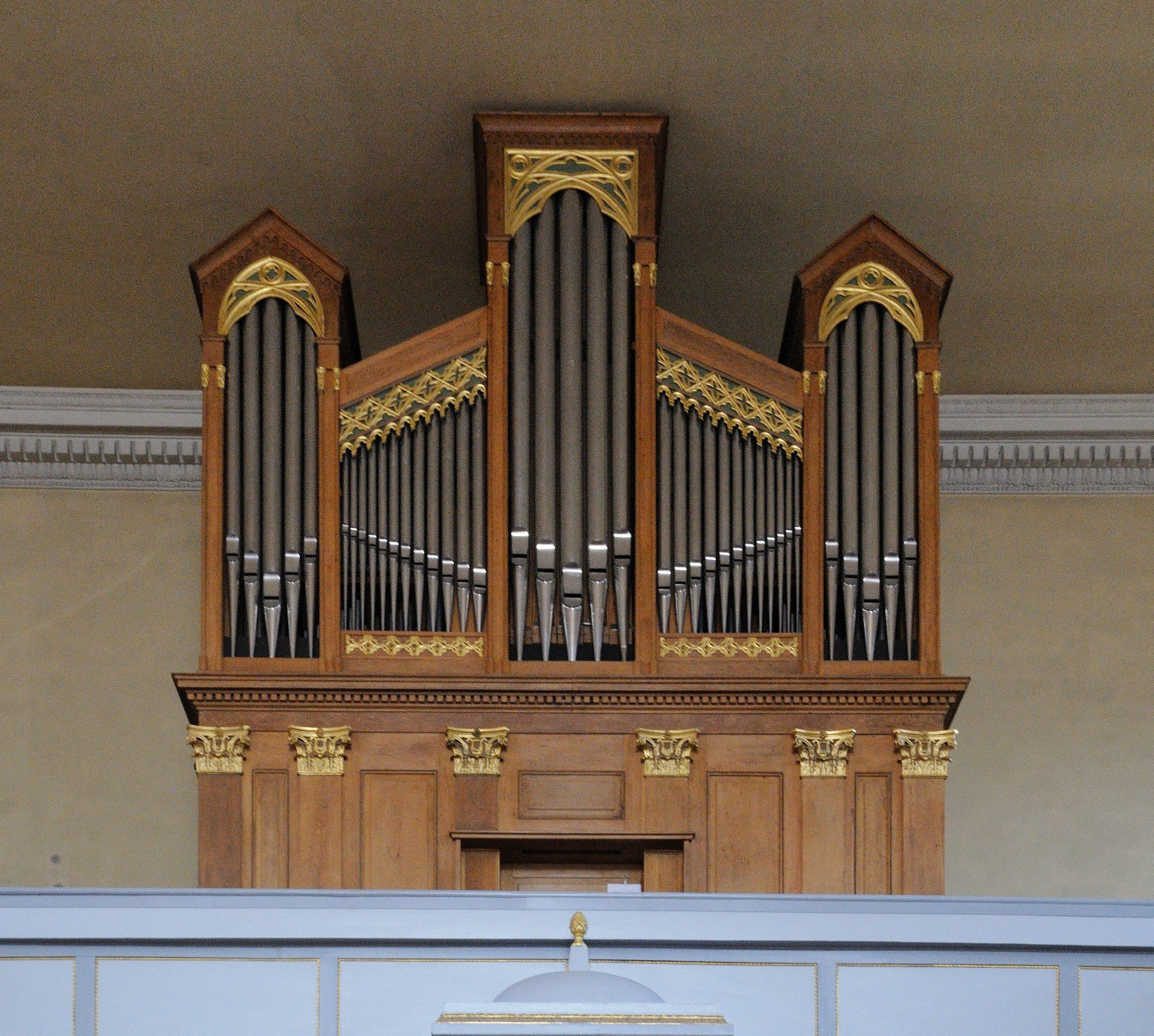
Orgel der Stadtkirche

Auf der Empore befindet sich mittig über dem Altar die Orgel. Sie wurde 1817 von den Gebrüdern Stieffell erbaut und das Gehäuse und das erhaltene Material steht heute unter Denkmalschutz. 1882 baute die Firma Eberhard Friedrich Walcker aus Ludwigsburg in das alte Gehäuse ein neues Spielwerk ein, das zwei Manuale, ein Pedal und 22 Register umfasste. Ein weiterer Umbau 1965 durch die Firma Wagner und Vier erweiterte die Orgel auf drei Manuale und Pedal mit 40 Registern und 1989 auf 42 Register durch Peter Vier. Für 2024 ist eine umfangreiche Renovierung und Versetzung auf die Empore oberhalb des Portals geplant.
| I Hauptwerk C–g3 |            |        |
| 01.              | Bourdon    | 16′    |
| 02.              | Prinzipal  | 08′    |
| 03.              | Gamba      | 08′    |
| 04.              | Bourdon    | 08′    |
| 05.              | Oktave     | 04′    |
| 06.              | Rohrflöte  | 04′    |
| 07.              | Quinte     | 02 ⁄3′ |
| 08.              | Oktave     | 02′    |
| 09.              | Cornet V   | 08′    |
| 10.              | Mixtur V   | 01 ⁄3′ |
| 11.              | Zimbel III | 01⁄2′  |
| 12.              | Trompete   | 08′    |
| 13.              | Clairon    | 04′    |

| II Schwellwerk C–g3 |                |        |
| 14.                 | Gedackt        | 08′    |
| 15.                 | Salicional     | 08′    |
| 16.                 | Flöte          | 08′    |
| 17.                 | Schwebung      | 08′    |
| 18.                 | Prinzipal      | 04′    |
| 19.                 | Holzflöte      | 04′    |
| 20.                 | Gemshorn       | 04′    |
| 21.                 | Sesquialter II | 02 ⁄3′ |
| 22.                 | Waldflöte      | 02′    |
| 23.                 | Quinte         | 01 ⁄3′ |
| 24.                 | Fagott         | 16′    |
| 25.                 | Oboe           | 08′    |
|                     | Tremulant      |        |

| III Positiv C–g3 |            |        |
| 26.              | Rohrflöte  | 8′     |
| 27.              | Spitzflöte | 4′     |
| 28.              | Nazard     | 2 ⁄3′  |
| 29.              | Doublette  | 2′     |
| 30.              | Terz       | 1 3⁄5′ |
| 31.              | Cymbel IV  | 1′     |
| 32.              | Cromorne   | 8′     |
|                  | Tremulant  |        |

| Pedalwerk C–f1 |               |        |
| 33.            | Prinzipal     | 16′    |
| 34.            | Subbaß        | 16′    |
| 35.            | Octavbaß      | 08′    |
| 36.            | Gemshorn      | 08′    |
| 37.            | Rohrflöte     | 04′    |
| 38.            | Choralbaß     | 04′    |
| 39.            | Rauschwerk IV | 02 ⁄3′ |
| 40.            | Posaune       | 16′    |
| 41.            | Trompetbaß    | 08′    |
| 42.            | Claironbaß    | 04′    |

- Koppeln: II/I, III/I, III/II, I/P, II/P, III/P

Die Stadtkirche verfügt auch über eine Truhenorgel, die 2003 durch Jürgen Kopp aus Emden gebaut wurde. Alle Pfeifen der transportierbaren Orgel sind aus Holz gefertigt. Sie bestehen aus Eichen-, Ahorn-, Birnbaum- und Eibenholz. Der Tonumfang ist auf drei verschiedene Höhen einstellbar und variiert von C bis f3. 
Die vier Register der Truhenorgel haben folgende Disposition:
| I. Manual  |          |
| Gedackt    | 8′       |
| Blockflöte | 4′       |
| Quinte     | 3′ ab g° |
| Waldflöte  | 2′       |

### Glocken
1756 hingen in der Evangelischen Stadtkirche vier Glocken, von denen drei der Kirche gehörte und eine kleine, das sogenannte Bürgerglöckchen, Eigentum der Stadt war. Die drei großen Glocken stammen von der Basler Glockengießerei Weitenauer; sie wurden 1784 um eine weitere ergänzt. Im Ersten Weltkrieg mussten bis auf das Bürgerglöckchen alle abgegeben werden. 1922 erhielt die Kirche von der Glockengießerei Bachert in Karlsruhe ein neues Geläut. Auch im Zweiten Weltkrieg mussten für den Kriegsdienst Glocken abgegeben werden; nur die b′-Glocke blieb erhalten. 1949 fertigte der Bochumer Verein drei Gussstahlglocken mit den Nominalen d′, f′ und g′ an.